# Poliopastea albitarsia
Poliopastea albitarsia là một loài bướm đêm thuộc phân họ Arctiinae, họ Erebidae.